# Formule 3000 v roce 1995
Formule 3000 v roce 1995 byla jedenáctým ročníkem disciplíny Formule 3000. Uskutečnilo se 8 Velkých cen této formule a mistrem světa se stal italský jezdec Vincenzo Sospiri s vozem Reynard 95D.

## Pravidla
Boduje prvních 6 jezdců podle klíče:
- První - 9 bodů
- Druhý - 6 bodů
- Třetí - 4 body
- Čtvrtý - 3 body
- Pátý - 2 body
- Šestý - 1 bod

## Velké ceny
| Datum        | Závod                         | Vítěz            | Vůz         | Výsledky |
| ------------ | ----------------------------- | ---------------- | ----------- | -------- |
| 7. květen    | BRDC International Trophy     | Ricardo Rosset   | Reynard 95D | Výsledky |
| 14. květen   | Barcelona                     | Vincenzo Sospiri | Reynard 95D | Výsledky |
| 5. červen    | Grand Prix Pau                | Vincenzo Sospiri | Reynard 95D | Výsledky |
| 23. červenec | Gran Premio dell Mediterraneo | Ricardo Rosset   | Reynard 95D | Výsledky |
| 29. červenec | Hockenheim                    | Marc Goossens    | Reynard 95D | Výsledky |
| 27. srpen    | Spa                           | Vincenzo Sospiri | Reynard 95D | Výsledky |
| 23. září     | Estoril                       | Tarso Marques    | Reynard 95D | Výsledky |
| 15. říjen    | Magny Cours                   | Kenny Bräck      | Reynard 95D | Výsledky |